# Borancistikola
Borancistikola (Cisticola bodessa) är en fågel i familjen cistikolor inom ordningen tättingar.

## Utbredning och systematik
Borancistikola delas in i två underarter:
- C. b. bodessa – förekommer i norra Eritrea, sydöstra Sydsudan, södra Etiopien och norra Kenya
- C. b. kaffensis – förekommer i västra Etiopien (Kaffa-provinsen)

## Status
IUCN kategoriserar arten som livskraftig.